# William Whitehead Watts
William Whitehead Watts  (* 7. Juni 1860 in Broseley, Shropshire; † 30. Juli 1947) war ein britischer Geologe.
Watts besuchte das Denstone College und das Sidney Sussex College der Universität Cambridge, wo er 1888 bis 1894 Fellow war, 1882 seinen Bachelor und 1885 seinen Masterabschluss machte. 1882 bis 1891 war er Extension Lecturer in Cambridge und lehrte 1888 in Oxford. Nachdem er teilweise mit Charles Lapworth geologische Feldarbeit in Shropshire leistete, war er ab 1891 beim Geological Survey und kartierte für diesen in Irland und im Charnwood Forest. Ab 1897 war er Professor an der Birmingham University und ab 1906 am Imperial College. 1910 bis 1912 war er Präsident der Geological Society of London, nachdem er zuvor ab 1898 deren Sekretär war.
1904 wurde er Fellow der Royal Society in London und 1934 der Royal Society of Edinburgh. 1915 erhielt er die Murchison-Medaille und 1927 die Wollaston-Medaille der Geological Society of London. 1909 erhielt er einen Sc. D. in Cambridge. 1935 wurde er Ehrenmitglied der Geologischen Vereinigung. Seit 1972 trägt die Watts Needle im ostantarktischen Coatsland seinen Namen.

## Schriften
- Geology for Beginners 1898
- Shropshire, the geography of the county, Shrewsbury 1919, Online
- Petrographischer Anhang zu George William Lamplugh Geology of the Isle of Man, London 1903
- mit Alexander McHenry: Guide to the collections of rocks and fossils belonging to the Geological Survey of Ireland, Museum of Science and Art, Dublin 1895
- The geological work of Charles Lapworth, Birmingham 1921, Online